# Breitenbend
Die Feste Breitenbend ist eine Burgstelle im westlichsten Teil von Nordrhein-Westfalen. Breitenbend war eine Burg, später Schloss und Gutshof, gelegen in den breiten, feuchten Niederungswiesen (Benden) am rechten Ufer der Rur vor den Toren der Stadt Linnich am gegenüber liegenden Rurufer.

## Geschichte
Die exakte Gründung der Breitenbend lässt sich nicht mehr belegen, wird aber auf das 9. Jahrhundert datiert. Erstmals erwähnt wurde sie im 14. Jahrhundert als brabantisches Lehen.
Die Breitenbend war eine der Stammburgen des Geschlechtes derer von Pallandt und wurde im Laufe der Jahrhunderte auch durch kriegerische Einwirkungen mehrfach verändert. Nach Besetzungen im Dreißigjährigen Krieg durch schwedische und hessische Truppen wurde sie kurz vor Kriegsende durch kaiserliche Soldaten unter Guillaume de Lamboy erobert, der die Burg zerstören ließ. Die übrig gebliebenen Teile der Anlage wurden danach als Hofgut genutzt. Um 1908 wurde das Gut von dem Düsseldorfer Maschinenfabrikanten Joseph Losenhausen (1852–1919) erworben.
Im Zweiten Weltkrieg stark in Mitleidenschaft gezogen, wurde zunächst im Jahr 1950 der letzte erhaltene Turm der Vorburg niedergelegt. Im Jahr 1973 erfolgte das Ende der Breitenbend, die letzten Ruinen wurden völlig abgebrochen und das Gelände eingeebnet.

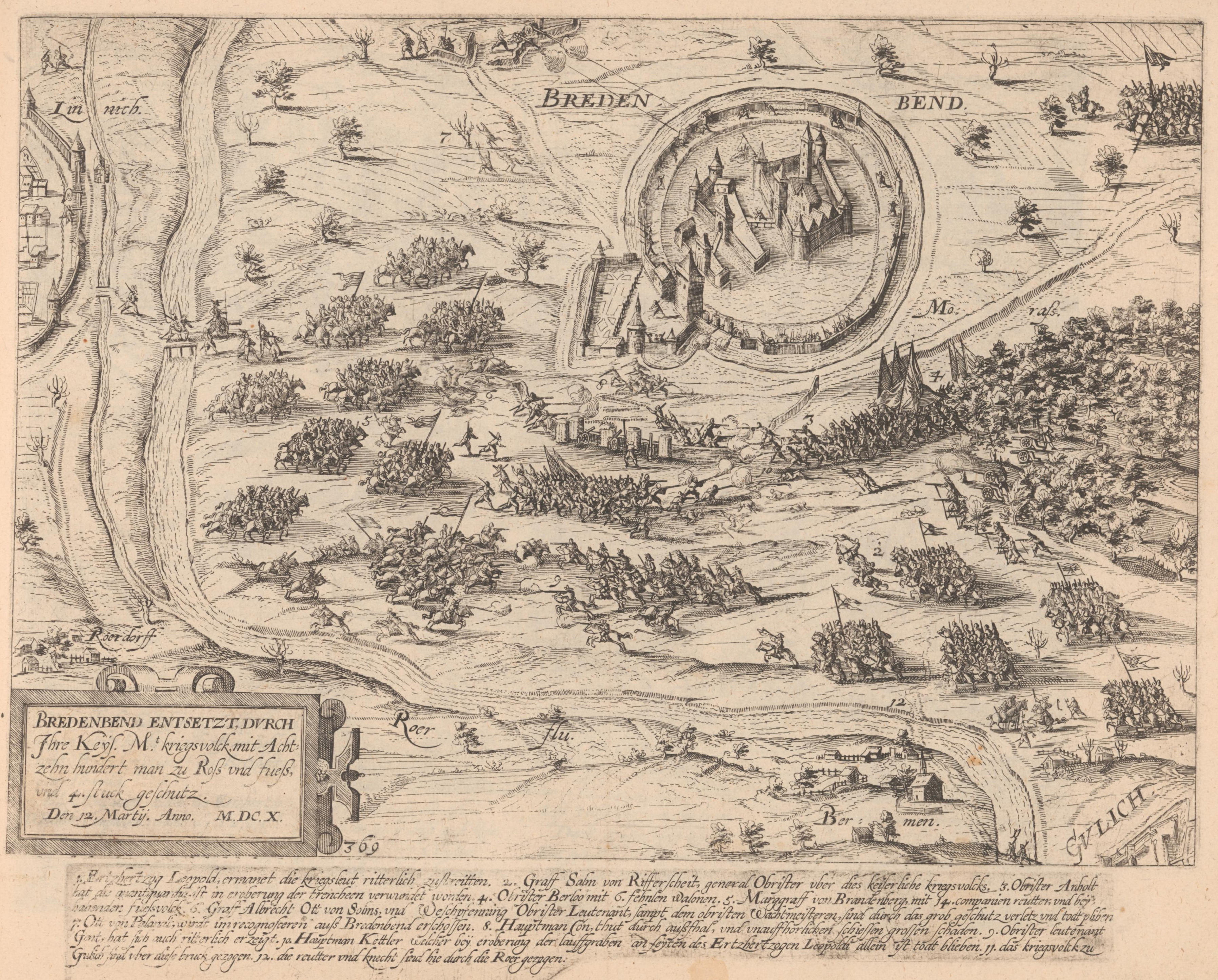